# ساری‌کاواک (دازقری)
ساری‌کاواک (به ترکی استانبولی: Sarıkavak) یک منطقهٔ مسکونی در ترکیه است که در دازقری واقع شده‌است.